# Grobnik
Grobnik je naselje na Hrvaškem, ki upravno spada v občino Čavle Primorsko-goranske županije.
Naselje na Grobniškem polju leži na nadmorski višini 437 m okoli 10 km severozahodno od Reke. Tu so sledovi rimske utrdbe, ki je bila del liburnijskega limesa (Clausurae Alpium Iuliarum). Pri vstopu v naselje stoji župnijska cerkev Svete Trojice postavljena leta 1613 na temeljih starejše cerkve iz 16. stoletja ter povečana v Drugi polovici 17. stoletja. V  bližini Grobnika je športno letališče in avtodrom s tekmovalno stezo za atomobilistične in motorne dirke.
Nad naseljem se nahaja deloma ohranjen srednjeveški grad Grobnik. Utrjeno naselje je nastalo med 15. in 17. stoletjem. Znotraj utrjenega naselja so Frankopani postavili grad, ki je najzahodnejši grad nekdanje Vinodolske kneževine Grobnik. V Grobniku in okolici je bilo v preteklosti veliko mizarskih delavnic, ki so izdelovale znano grobniško pohištvo, najprej skrinje in stole, kasneje pa tudi sobno pohištvo imenovano grobniška mobilija.

## Demografija
| Pregled števila prebivalcev po letih | Pregled števila prebivalcev po letih | Pregled števila prebivalcev po letih | Pregled števila prebivalcev po letih | Pregled števila prebivalcev po letih | Pregled števila prebivalcev po letih | Pregled števila prebivalcev po letih | Pregled števila prebivalcev po letih | Pregled števila prebivalcev po letih | Pregled števila prebivalcev po letih | Pregled števila prebivalcev po letih | Pregled števila prebivalcev po letih | Pregled števila prebivalcev po letih | Pregled števila prebivalcev po letih | Pregled števila prebivalcev po letih |
| ------------------------------------ | ------------------------------------ | ------------------------------------ | ------------------------------------ | ------------------------------------ | ------------------------------------ | ------------------------------------ | ------------------------------------ | ------------------------------------ | ------------------------------------ | ------------------------------------ | ------------------------------------ | ------------------------------------ | ------------------------------------ | ------------------------------------ |
| 1857                                 | 1869                                 | 1880                                 | 1890                                 | 1900                                 | 1910                                 | 1921                                 | 1931                                 | 1948                                 | 1953                                 | 1961                                 | 1971                                 | 1981                                 | 1991                                 | 2001                                 |
| 471                                  | 337                                  | 322                                  | 431                                  | 459                                  | 514                                  | 441                                  | 498                                  | 428                                  | 387                                  | 390                                  | 392                                  | 355                                  | 362                                  | 382                                  |